# Луцький ремонтний завод «Мотор»
Лу́цький ремо́нтний заво́д «Мото́р» — державне підприємство авіаційної промисловості України, розташоване в Луцьку. Підприємство здійснює діагностику, ремонт, технічне обслуговування турбореактивних авіадвигунів третього і четвертого покоління.
Є єдиним підприємством України, здатним здійснювати ремонт авіадвигунів РД-33
Входить до переліку підприємств, що мають стратегічне значення для економіки та безпеки України.

## Історія

### 1938—1991
18 серпня 1938 в місті Орел були створені 284-ті стаціонарні авіаремонтні майстерні.
Після початку німецько-радянської війни у зв'язку з наближенням лінії фронту авіамайстерні були евакуйовані в Липецьк, а потім — у Саратов..
У березні 1945 року авіамайстерні були переміщені у Луцьк.
Всього в період німецько-радянської війни працівники авіамайстернях виконували ремонт 11 типів літаків і 9 типів авіадвигунів, вони відремонтували 985 літаків і 2490 авіадвигунів.
1 січня 1946 на базі авіамайстернях була створена 223-тя авіаремонтна база.
У 1991 році на заводі працювало понад три тисячі осіб.

### Після 1991 року
Після проголошення незалежності України, 223-тя авіаремонтна база була передана в підпорядкування міністерства оборони України.
У 1992 році завод почав зовнішньоекономічну діяльність.
У лютому 1998 року підприємство отримало нове найменування: Луцький ремонтний завод «Мотор».
Слідом за цим, завод був внесений до переліку підприємств України, що не підлягають приватизації.
Після створення 7 червня 2005 року концерну «Авіавоєнремонт», завод увійшов до складу концерну.
У 2006 році завод відремонтував авіадвигуни для винищувачів Су-27 і МіГ-29 збройних сил України на суму 17 млн гривень.
Станом на 2008 рік підприємство здійснювало:
- капітальний ремонт авіаційних двигунів типу АЛ-21Ф-3 і всіх комплектуючих їх агрегатів для літаків Су-17, Су-20, Су-22, Су-24
- капітальний ремонт виносних коробок агрегатів і всіх комплектуючих до них для літаків Су-27, Су-30
- ремонт авіадвигунів РД-33
- гарантійне і післягарантійне обслуговування відремонтованої авіатехніки
- теоретичне і практичне навчання фахівців капітальному ремонту авіадвигунів та їх комплектуючих

9 червня 2010 року Кабінет міністрів України прийняв постанову № 405, відповідно до якого завод увійшов до переліку підприємств авіапромисловості України, які отримують державну підтримку.
Після створення в грудні 2010 року державного концерну «Укроборонпром», завод увійшов до складу концерну.
4 листопада 2011 року директор заводу Н. Матрунчик повідомив, що загальна чисельність працівників підприємства складає 943 людини, виробничі потужності заводу завантажені на 15 % і підприємство вимушено займається випуском металопластикових вікон.
31 жовтня 2012 року Міністерство оборони України виділило заводу 59 млн гривень на ремонт авіадвигунів для винищувачів Су-27 і МіГ-29. В результаті, протягом 2012 року завод відремонтував авіадвигунів на суму 252 млн гривень — майже в два рази більше, ніж у 2011 році, однак грошові кошти за виконані роботи були отримані заводом несвоєчасно і не в повному обсязі (станом на початок січня 2014 заборгованість міністерства оборони України за контрактом 2012 року становить 17 млн гривень).
У квітня 2013 року головний технолог заводу С. Свістюла повідомив, що на підприємстві освоєно випуск понад 3 тис. Деталей для авіадвигунів і в майбутньому номенклатуру компонентів планується розширити.
18 липня 2013 року було підписано два контракти між ДП «Укроборонсервіс» і компанією «VAXUCO» (В'єтнам) для В'єтнамської Народної Армії. Перший контракт передбачає проведення в Україні ремонту авіаційних двигунів АЛ-31Ф. Другий — передбачає надання українською стороною технічних консультацій з ремонту авіаційних двигунів АЛ-31Ф..
10 липня 2013 року прес-служба заводу повідомила, що загальний обсяг витрат на розвиток підприємства за п'ять минулих років склав 52 млн. Гривень, з них понад 41500000. Гривень було витрачено на придбання нового обладнання.
Загалом у період до 16 серпня 2013 року, за перші 75 років роботи, підприємством були відремонтовані понад 18 000 поршневих і турбореактивних авіадвигунів.
За результатами 2012 року і перших дев'яти місяців 2013 року завод увійшов до переліку семи найбільш успішних підприємств ДК «Укроборонпром» авіаційної промисловості України.
Навесні 2014 року завод отримав від міністерства оборони України додаткове фінансування: 68,62 млн гривень на капітальний ремонт шести двигунів РД-33, семи двигунів АЛ-31Ф і 8 двигунів АЛ-21Ф-3Т.
У червні 2014 року Міністерство оборони України виділило заводу 7,94 млн. гривень на ремонт двох авіадвигунів РД-33.
3 липня 2014 року міністерство оборони України виділило заводу 8,61 млн гривень на ремонт авіадвигунів РД-33 і АЛ-21Ф-3Т.
26 лютого 2015 року керівництво підприємства повідомило, що завод працює у дві зміни і повністю використовує наявні виробничі потужності.
6 квітня 2015 року Міністерство оборони України виділило заводу 43,97 млн гривень на капітальний ремонт і переобладнання літальних апаратів і авіадвигунів.
29 січня 2016 року заступник генерального директора ДК «Укроборонпром» А. В. Херувимів повідомив, що завод освоїв виробництво 4385 з 7600 позицій запасних частин, необхідних для капітального ремонту обслуговуваних двигунів і протягом 2016 року планують освоїти ще 312 найменувань.
У березні 2016 року завод підписав контракт на капітальний ремонт 50 авіадвигунів для ПС України загальною вартістю 135,43 млн гривень. Крім того, протягом 2016 року завод підписав 8 контрактів з іноземними державами на загальну суму 579,2 млн гривень.

## Міжнародна співпраця
Делегація військових аташе з 24 країн світу відвідала ДП «Луцький ремонтний завод „Мотор“». Голова делегації, полковник Еріх Сімбургер, підкреслив високий рівень розвитку виробництва на підприємстві, впровадження сучасних енергозберігаючих технологій та активну роботу з імпортозаміщення..